# Vườn quốc gia Girringun
Vườn quốc gia Girringun là một vườn quốc gia ở Queensland, Úc.
Vườn quốc gia Girrungun là vườn quốc gia ở Queensland, Úc, cách Ingham khoảng 50 km về phía tây nam của Ingham, cách Townsville 110 km và cách xứ Brisbane-tây bắc Brisbane 1.290 km về phía tây bắc. Công viên là một trong những công viên quốc gia nằm trong Khu vực Di sản Thế giới của Wet Tropics và là một di sản văn hoá thế giới.
Vườn quốc gia này ban đầu được đặt tên là Vườn Quốc gia Lumholtz, sau khi nhà khoa học Carl Sofus Lumholtz, khi nó được tạo ra vào năm 1994. Tháp Blencoe Falls được công bố là một phần của Vườn Quốc gia Lumholtz năm 2000. Tên này sau đó đã được thay đổi thành Girringun năm 2003. Trên quốc gia Ngày Công viên 2010 (28 tháng 3) Chính phủ Queensland đã công bố bổ sung 2.810 héc-ta (6,900 mẫu Anh) cho vườn quốc gia.